# Cult (Альбом)
«Cult» (укр. Культ) — дебютний альбом українського електронного проекту Cape Cod, створення якого тривало майже два роки. Альбом записано на музичних студіях Revet Sound (Київ) та PSREC Studio (Одеса). Серед музикантів, які брали участь у створенні релізу були Костянтин Дмитрієв та Станіслав Шмелевський. Мастеринг альбому відбувався у Лондоні на студії Metropolis Studio за участі мастеринг інженера  Стюарта Хоукса (Disclosure, Емі Вайнгауз, Gorgon City, Джессі Вейр).

## Список пісень
| #   | Назва                                 | Автор слів            | Автор музики     | Тривалість |
| --- | ------------------------------------- | --------------------- | ---------------- | ---------- |
| 1.  | «Among The Stars (feat. Constantine)» | Костянтин Дмитрієв    | Максим Сікаленко | 3:10       |
| 2.  | «Bit Beach»                           | К. Дмитрієв           | М. Сікаленко     | 3:11       |
| 3.  | «Put U Down»                          | М. Сікаленко          | М. Сікаленко     | 4:51       |
| 4.  | «We Don't Have To»                    | М. Сікаленко          | М. Сікаленко     | 4:38       |
| 5.  | «Where I Belong»                      | М. Сікаленко          | М. Сікаленко     | 4:43       |
| 6.  | «Feel This Way (feat. Constantine)»   | К. Дмитрієв           | М. Сікаленко     | 3:12       |
| 7.  | «Let Me Drown»                        | М. Сікаленко          | М. Сікаленко     | 3:30       |
| 8.  | «Night (feat. Stas Shmelevsky)»       | Станіслав Шмелевський | М. Сікаленко     | 4:25       |
| 9.  | «Hypnotize (feat. Constantine)»       | К. Дмитрієв           | М. Сікаленко     | 4:13       |
| 10. | «The One (feat. Constantine)»         | К. Дмитрієв           | М. Сікаленко     | 3:29       |
| 11. | «L.S.M. (feat. Constantine)»          | К. Дмитрієв           | М. Сікаленко     | 1:27       |
| 12. | «Erotica (feat. Constantine)»         | К. Дмитрієв           | М. Сікаленко     | 3:50       |

## Носії
| Дата              | Формат              | Лейбл                   | Кількість носіїв |
| ----------------- | ------------------- | ----------------------- | ---------------- |
| 17 червня 2016    | Цифрова дистрибуція | Kiev House              |                  |
| 7 листопада 2016  | Вініл               | Kiev House              | 100 копій        |
| 30 листопада 2016 | Компакт-касета      | Kiev House \| AbyShoMzk | 300 копій        |

## Критика та відгуки
Cult отримав переважно позитивні відгуки. Видання Українська Правда відзначає: "Широта музичних поглядів Максима вражає. Від важкого металу до хаусу та популярної танцювальної музики. Головне те, що у Cape Cod усе виходить".
Музичне видання Muzmapa [Архівовано 8 серпня 2020 у Wayback Machine.] розмістила альбом на 3 місці у рейтингу "Головних українських альбомів року".
Видання LiRoom [Архівовано 10 травня 2020 у Wayback Machine.] поставила реліз на 5 місце серед "16 кращих українських альбомів 2016 року", відзначивши: "Cape Cod робить музику, яка не має чітких географічних кордонів. Скоріш за все, на це буде зроблена ставка і у майбутньому, а поки що Україна виступає для Cape Cod тестовим полігоном".